# Суходул (Сохачевський повіт)
Суходул (пол. Suchodół) — село в Польщі, у гміні Ілув Сохачевського повіту Мазовецького воєводства.
Населення — 114 осіб (2011).
У 1975-1998 роках село належало до Плоцького воєводства.

## Демографія
Демографічна структура станом на 31 березня 2011 року:
|          | Загалом | Допрацездатний вік | Працездатний вік | Постпрацездатний вік |
| -------- | ------- | ------------------ | ---------------- | -------------------- |
| Чоловіки | 59      | 11                 | 39               | 9                    |
| Жінки    | 55      | 11                 | 26               | 18                   |
| Разом    | 114     | 22                 | 65               | 27                   |